# 心身相互作用説

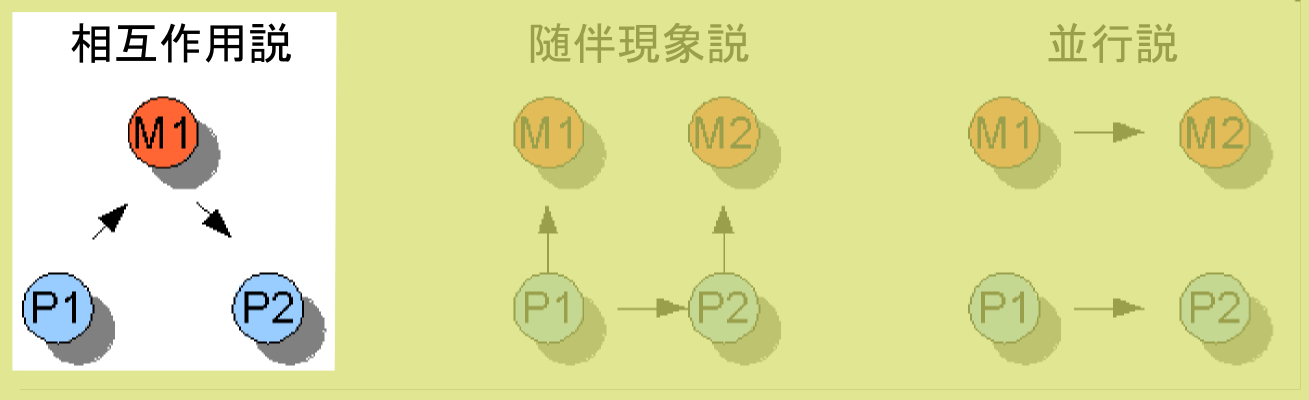
相互作用説の説明。左からそれぞれ相互作用説、随伴現象説、心身並行説。Pは物理的(Physical)なものの状態、Mは心的(Mental)なものの状態を表す。

心身相互作用説（しんしんそうごさようせつ、英: Psycho-Physical Interactionism）とは、心身問題に関する考え方の一つで、この世には心的なものと物的なもの、という全く異なる二種類のものがあり（二元論）、かつその両者は相互作用している、とする考え方のこと。脳内の物質が意識の世界から影響を受け、物理法則とは異なる動きをすることがあるという考え方である。
対比される考え方として、心的なものは物的なものに完全に付随して生まれているという随伴現象説、そして心的なものと物的なものはお互いに影響を及ぼさずに並行して進んでいるという心身並行説がある。
一般に単に心身相互作用説とだけ書かれている場合は、デカルトの主張に代表される、精神と物質の相互作用を仮定するタイプの実体二元論のことを指していることが多い。心身相互作用説は、20世紀中ごろからは量子力学的な現象を関連させた仮説を提唱されることが多く、こうした例としてたとえばカール・ポパーとジョン・エックルズの理論などがある。

## 関連文献
日本語のオープンアクセス文献
- 大川 修司 「心身相互作用説とその背景」 科学基礎論研究 Vol.19, No.2(1989)pp.103-108